# 플루오린화 수소산
플루오린화 수소산(영어: hydrofluoric acid), 불화 수소산(弗化 水素酸) 또는 불산(弗酸)은 플루오린화 수소의 수용액이다. 플루옥세틴(프로작)과 같은 의약품, 폴리테트라플루오로에틸렌(테플론)과 같은 다양한 물질들 및 플루오린 원소 자체를 포함한 거의 모든 플루오린 화합물들의 전구체이다. 플루오린화 수소산은 부식성이 높고, 많은 물질들 특히 산화물을 용해시킬 수 있는 무색의 용액이다. 플루오린화 수소산의 유리를 녹일 수 있는 능력은 1771년에 스웨덴의 화학자 칼 빌헬름 셸레가 대량의 플루오린화 수소산을 제조하기 전인 17세기부터 알려져 왔었다. 유리에 대한 높은 반응성과 많은 금속들에 대한 적당한 반응성으로 인해 플루오린화 수소산은 일반적으로 플라스틱 용기에 저장된다(폴리테트라플루오로에틸렌은 플라스틱에 대해 약간의 투과성을 가지고 있다).
플루오린화 수소 가스는 폐와 눈의 각막을 즉각적이고 영구적으로 손상시킬 수 있는 강력한 급성 독성 물질이다. 플루오린화 수소산은 처음에는 통증이 없는 화상을 나타내며 체내로 깊이 스며들어가 조직을 파괴하는 접촉독이다. 플루오린화 수소산은 신체의 칼슘 대사를 방해함으로써 전신 독성 및 심정지를 유발하여 폐혈증으로 사망에 이르게 할 수 있다.

## 산성도
염산과 같은 다른 할로젠화 수소산들과는 달리, 플루오린화수소산은 묽은 수용액에서 약산이다. 이것은 부분적으로 수소(H)–플루오린(F) 결합의 강도에 의한 것이기도 하지만, HF, H2O, F−의 클러스터 형성 경향과 같은 다른 요인들에 의한 것이기도 하다. 고농도에서, HF 분자들은 호모어소시에이션(homoassociation)이라 불리는 과정을 겪어 다원자 이온(예: 바이플루오라이드, HF2−)과 양성자를 형성하여 산성도를 크게 증가시킨다. 고농도의 플루오린화 수소산은 염산, 황산, 질산과 같은 강산이다. 플루오린화 수소산은 약산으로 간주되지만, 부식성이 매우 강하며 수화시 유리를 녹인다.
플루오린화 수소산의 산성도는 플루오린화 이온의 수소 결합 상호작용 때문에 농도에 따라 변한다. 희석된 플루오린화 수소산 용액은 강산(pKa < 0)인 다른 할로젠화 수소산들과는 달리 산 해리상수가 Ka = 6.6×10-4 (또는 pKa = 3.18)로 약산성이다. 하메트 산도 함수 H0(또는 "유효 pH")의 측정에서 알 수 있듯이, 플루오린화 수소의 농축된 용액은 이 값에서 암시되는 것보다 훨씬 더 강한 산성이다. 100% HF에 대한 H0는 −10.2에서 −11 사이인 것으로 추정되며, 황산의 경우 H0는 −12이다.
열역학적 측면에서, HF 용액은 이상 용액과는 거리가 멀며, HF의 활성은 HF의 농도보다 훨씬 더 빠르게 증가한다. HF의 묽은 용액에서 약산성인 것은 HF의 높은 용해 엔탈피와 결합하여 플루오린화 이온의 수화의 음의 엔탈피를 능가하는 높은 H-F 결합 에너지에 기인한다. 그러나 폴 지게르(Paul Giguère)와 실비아 터렐(Sylvia Turrell)은 적외선 분광법으로 주된 용질 종은 수소 결합 이온쌍 [H3O+·F−] 임을 보여주었는데, 이는 이온화가 연속적인 평형의 쌍으로 기술될 수 있음을 시사한다.
H2O + HF  ⇌ [H3O+·F−]
[H3O+·F−]  ⇌  H3O+ + F−
첫 번째 평형식은 우변으로 잘 이동하며(K ≫ 1), 두 번째 평형식은 좌변으로 잘 이동(K ≪ 1)한다. 즉, 플루오린화 수소(HF)가 잘 이온화하지만, 이온쌍을 형성하여 하이드로늄 이온(H3O+)의 열역학적 활동도 계수가 감소한다는 것을 의미한다. 따라서 용액이 산성을 덜 띄게 된다.
농축된 용액에서, 플루오린화 수소의 첨가는 이온쌍이 수소 결합을 하는 바이플루오라이드(HF2−)를 형성하도록 하는 효과가 있다.
[H3O+⋅F−] + HF   H3O+ + HF−
2
이 반응을 통한 유리 하이드로늄 이온(H3O+)의 증가는 플루오린화 이온이 바이플루오라이드(HF2−)를 형성하면서 안정화되는 동안 나타나는 급격한 산성도의 증가를 설명한다. 이러한 산과 그 자신의 짝염기 사이의 상호작용은 호모어소시에이션(homoassociation)의 한 예이다.

## 생산
플루오린화 수소산은 형석(CaF2)을 고온에서 진한 황산으로 처리하여 생산한다. 형석과 진한 황산은 265 °C에서 반응하여 다음의 화학 반응식에 따라 플루오린화 수소와 황산 칼슘을 생성한다.
CaF2  +  H2SO4  →  2 HF  +  CaSO4
형석은 적절한 전구체이고, 전세계 HF 생산의 주 원료이지만, HF는 또한 인회석으루부터 유도되는 인산 생산과정의 부산물로도 생성된다. 인회석은 일반적으로 몇 퍼센트의 플루오린인회석을 함유하고 있으며, 산성 용액에 담그면 미립자 뿐만 아니라 이산화 황(H2SO4로부터), 물, HF로 구성된 기체를 방출한다. 고형물과 분리한 후, 기체를 황산과 발연황산으로 처리하여 무수 HF를 수득한다. HF의 부식성 때문에, HF의 생성 과정은 규산염 광물의 용해를 수반하고, 이러한 과정을 통해 상당한 양의 플루오린화 규소산이 생성된다.

## 용도
플루오린화 수소산은 산업 및 연구 분야에서 다양한 용도로 사용된다. 플루오린화 수소산은 화학 산업, 광업, 정유, 유리 마감, 실리콘 칩 제조, 세정에서 출발 물질 또는 중간생성물로 사용된다.
- 유리와 금속을 녹이기 때문에 유리 세정에 이용된다.

SiO2 + 4 HF → SiF4 (g) + 2 H2O
SiO2 + 6 HF → H2SiF6 + 2 H2O
- 치약 제조에 이용된다.
- 반도체 및 전자부품의 식각공정에 이용된다.
- 살균 및 소독제로 이용된다.
- 자동차부품, 기계부품의 식각공정에 이용된다.

### 정유
알킬화로 알려진 표준 정유 공정에서, 아이소뷰테인은 플루오린화 수소산으로부터 유도된 강산 촉매의 존재 하에서 저분자량의 알켄(주로 프로펜과 뷰텐의 혼합물)에 의해 알킬화된다. 촉매는 아이소뷰테인을 알킬화하는 반응성 탄소 양이온을 생성하기 위해 알켄(프로펜, 뷰텐)을 양성자화한다. 반응은 온화한 온도(0~30 °C)에서 2상(two-phase) 반응으로 수행된다.

### 유기 플루오린 화합물의 생산
플루오린화 수소산의 주된 용도는 유기플루오린화학에서 사용되는 것이다. 테플론, 플루오로수지, 플루오로카본, 프레온(냉매)을 포함하는 많은 유기 플루오린 화합물들은 플루오린의 공급원으로 HF를 사용하여 제조된다.

### 플루오린화물의 생산
대부분의 고용량 무기 플루오린 화합물들은 플루오린화 수소산으로부터 제조된다. 가장 중요한 것은 빙정석(Na3AlF6), 플루오린화 알루미늄(AlF3)이다. 이들 고체의 용융 혼합물은 알루미늄 금속의 제조를 위한 고온의 용제로 작용한다. 환경에 미치는 플루오린화합물에 대한 우려를 감안해, 대체 기술이 모색되고 있다. 플루오린화 수소산으로부터 제조된 다른 무기 플루오린화합물에는 플루오린화 나트륨 및 육불화 우라늄 등이 있다.

### 에칭용 시약 및 세정제

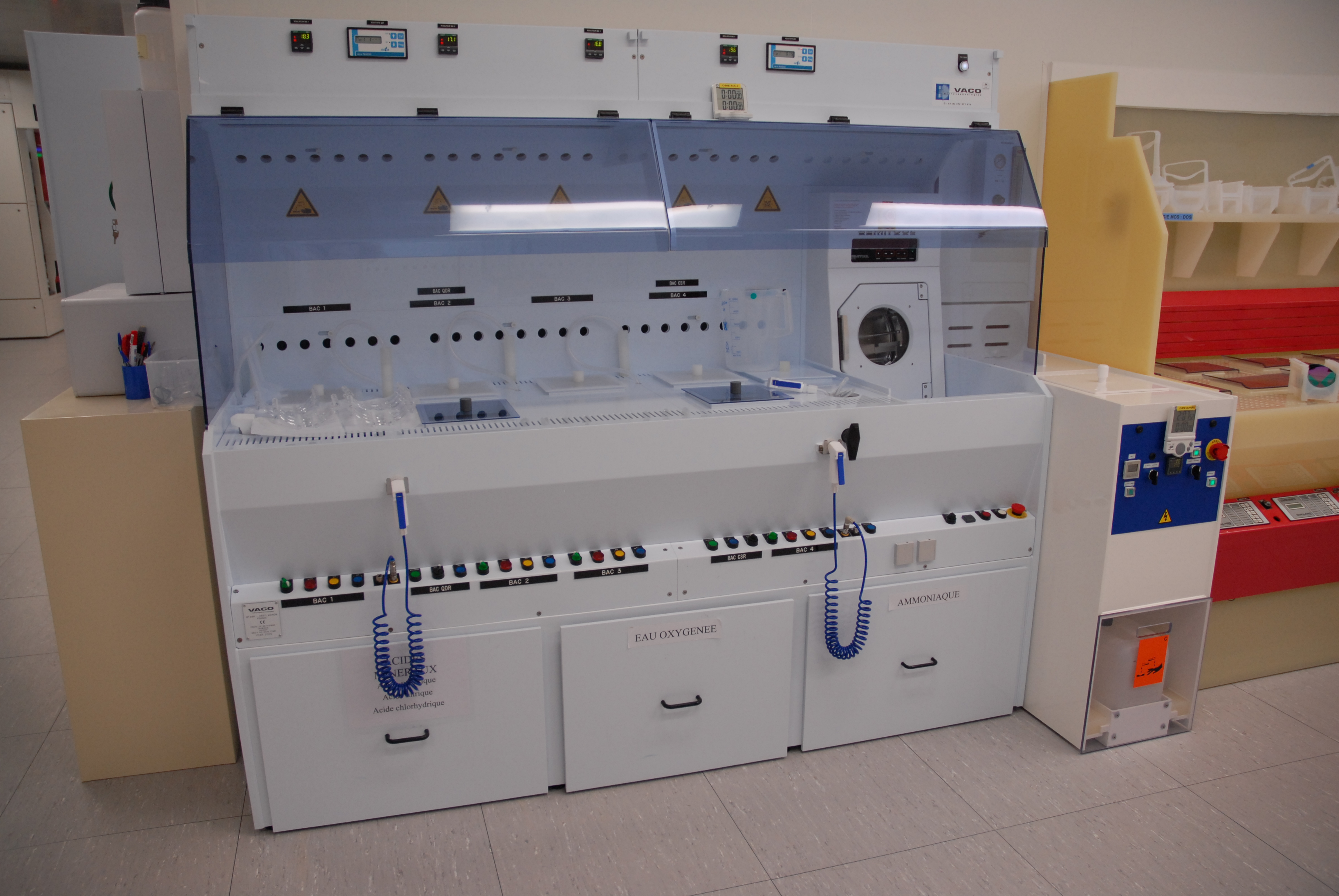
습식 식각 탱크

금속 가공에서 플루오린화 수소산은 강철을 용해하는능력이 제한되어 있기 때문에 스테인리스강 및 탄소강에서 산화물 및 기타 불순물을 제거하기 위한 세척제로 사용된다. 플루오린화 수소산은 실리콘 웨이퍼를 세척하는데 사용되는 라이트 식각(Wright Etch) 용액과 완충산화식각(buffered oxide etch) 용액의 주요 구성 성분으로 반도체 산업에 사용된다. 비슷한 방식으로 플루오린화 수소산은 이산화 규소와 반응하여 기체 또는 수용성인 사플루오린화 규소를 형성하여 유리를 식각하는 데에도 사용된다. 또한 플루오린화 수소산은 유리의 광택을 내고, 광택을 없애는 데에도 사용할 수 있다.
SiO2 + 4 HF → SiF4(g) + 2 H2O
SiO2 + 6 HF → H2SiF6 + 2 H2O
또한 5%~9% 플루오린화 수소산 젤은 결합을 향상시키기 위해 모든 도재 치아 수복재를 식각하는데 일반적으로 사용된다. 비슷한 이유로 묽은 플루오린화 수소산은 가정용 녹 얼룩 제거제, 자동차 세차의 "휠 클리너" 화합물, 세라믹 및 직물의 녹 억제제, 물 얼룩 제거제의 구성 성분이다. 실리카 기반의 오염 물질 뿐만 아니라 철 산화물을 용해시킬 수 있는 능력 때문에, 플루오린화 수소산은 고압 증기를 생성하는 보일러의 사전 시운전에 사용된다.

### 기타 활용
대부분의 산화물 및 규산염을 용해시킬 수 있는 능력 때문에, 플루오린화 수소산은 분석 전에 암석 샘플(일반적으로 분말)을 용해시키는데 유용하다. 비슷한 방식으로 플루오린화 수소산은 규산염 암석에서 유기 화석을 추출하기 위한 산 매서레이션에 사용된다. 화석 암석을 직접 산에 담그거나 나이트로셀룰로스 필름을 발라서(아세트산 아밀에 용해됨) 유기 성분에 부착시키고 암석 주변으로 용해시킬 수 있다.
묽은 플루오린화 수소산(중량대비 1~3%)은 특히 사암이 있는 지역에서 물, 기름, 가스정의 생산을 촉진하기 위해 석유 산업에서 다른 산(HCl 또는 유기산)들과 혼합하여 사용된다.
플루오린화 수소산은 일부 골동품 유리병 수집가들에 의해서도 사용되는데, 유리의 소다 성분을 공격하는 산(대개 병에 묻은 흑에 의해서 생성됨)에 의한 이른바 "병(sickness)"을 제거하기 위해 사용된다.
오프셋 인쇄 회사들은 플루오린화 수소산을 사용하여 불필요한 이미지를 인쇄판에서 제거한다. "삭제 펜(deletion pen)이라고 불리는 펠트-팁 마커는 작업자가 보다 더 안전하게 작업할 수 있도록 해준다.

## 건강과 위험성

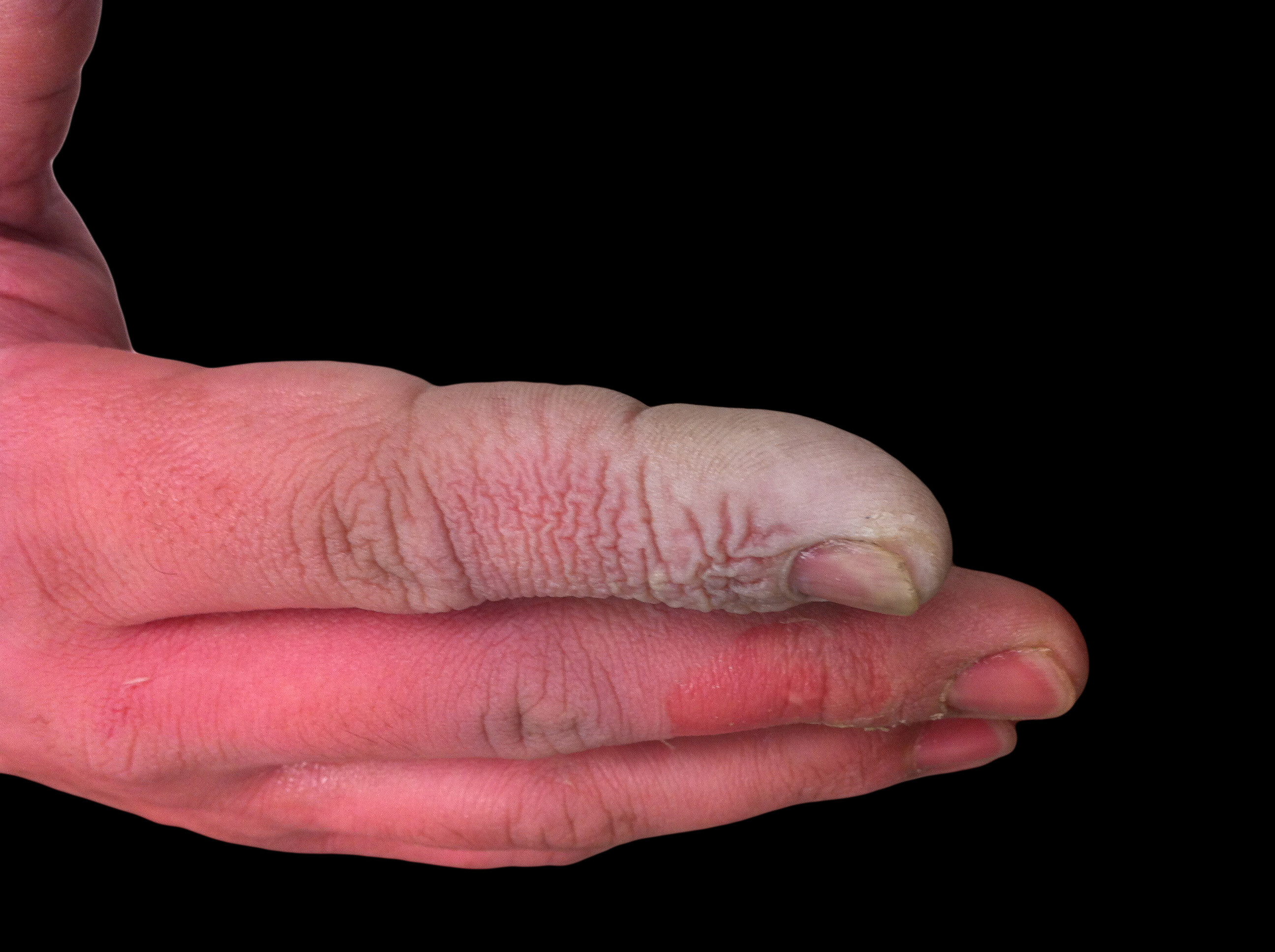
플루오린화 수소산에 의한 손의 화상

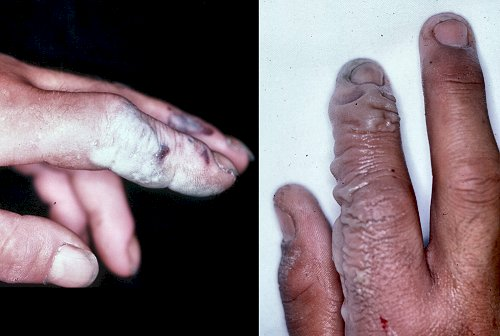
플루오린화 수소산에 의한 화상

플루오린화 수소산은 부식성이 매우 강한 액체일 뿐만 아니라 강력한 접촉독이다. 플루오린화 수소산이 신체에 닿을 경우 플루오린화 수소가 신체의 수분과 수소 결합을 하면서, 뼈 속까지 침투하여 4도 화상을 입어서 신체를 절단해야하는 상황까지 이르게 할 수 있는 굉장히 유독한 산이다. 때문에 피부나 눈에 노출되거나 흡입 또는 삼켰을 때 즉시 중독이 일어날 수 있다. 플루오린화 수소산에 노출되었을 때 증상은 즉시 나타나지 않을 수 있으며, 이는 피해자들에게 잘못된 안도감을 주어 치료를 지연시킬 수 있다. 자극적인 냄새를 가지고 있음에도 불구하고, HF는 분명한 냄새를 인지하기 전에 위험한 수준에 도달할 수 있다. 또한 흡입하면 몸속 장기들을 손상시키거나 녹아내리게 할 수 있는 유독물이며, 많은 양의 플루오린화 수소산을 코로 흡입하면 구역질, 구토, 각혈 등을 유발할 수 있다. HF는 신경 기능을 방해하는데, HF에 노출될 때 처음에는 고통스럽지 않을 수도 있다. 우발적으로 HF에 노출되었을 경우, 눈에 잘 띄지 않아 치료를 지연시키고, 부상의 정도와 심각성을 증가시킬 수 있다. HF에 노출되었을 때의 증상으로는 눈, 피부, 코, 목의 자극, 눈과 피부의 화상, 비염, 기관지염, 폐부종(폐에 액체가 축적됨) 및 뼈의 손상 등이 있다.
플루오린화 수소산이 일단 피부를 통해 혈액으로 흡수되면 혈액 내의 칼슘과 반응하여 심정지를 일으킬 수 있다. 플루오린화 수소산에 의한 화상 부위가 160 cm2 이상이면, 혈액 및 조직 칼슘 수치에 대한 간섭으로 인해 심각한 전신 독성을 일으킬 수 있다. 체내에서 플루오린화 수소산은 생물학적으로 중요한 이온인 Ca2+ 및 Mg2+와 반응한다. 불용성인 플루오린화 칼슘의 형성은 혈장 내 칼슘의 급격한 감소 및 조직 독성과 관련된 심각한 통증에 대한 원인으로 여겨진다. 어떤 경우에는 플루오린화 수소산에 노출되는 것이 저칼슘혈증을 유발할 수 있다. 따라서 플루오린화 수소산에 노출되면 플루오린화 이온을 격리하는 Ca2+의 공급원인 글루콘산 칼슘으로 종종 처리된다. 플루오린화 수소산으로 인한 화학 화상은 물로 세척하는 것과 2.5% 글루콘산 칼슘 젤 또는 특수 헹굼 용액으로 치료할 수 있다. 그러나 플루오린화 수소산은 체내로 흡수되기 때문에 헹구는 것만으로는 충분하지 않고 적절한 치료를 필요로 한다. 또한 염화 칼슘의 동맥 내 주입도 플루오린화 수소산으로 인한 화상 치료에 큰 효과를 나타냈다.
플루오린화 수소는 바이톤 및 폴리테트라플루오로에틸렌(테플론) 부품을 포함하고 있는 제품과 같은 많은 플루오린 함유 화합물이 연소될 때 발생한다. 자동 화재 진압 시스템에 사용되는 하이드로플루오로카본은 고온에서 플루오린화 수소를 방출할 수 있으며, 이를 흡입했을 경우에 치명적일 수 있다. 플루오린화 수소산은 화산 활동, 바다 소금 에어로졸 및 용접 또는 제조 공정에서 방출될 수 있다.

## 사건 사고
- 2012년 9월 27일: 대한민국 구미시에서 불산이 유출되어 구미 주민에게 큰 피해를 끼쳤다. 2012년 구미 가스 누출 사고를 참고.
- 2016년 6월 해를 끼쳤다.

## 같이 보기
- 플루오린화 수소